# Laudine
Vous lisez un « bon article » labellisé en 2014.
Laudine, aussi connue sous le nom de la Dame de la Fontaine, est un personnage de la légende arthurienne qui provient essentiellement d'un roman de Chrétien de Troyes écrit vers 1176, Yvain ou le Chevalier au lion. À l'origine épouse du chevalier noir gardien de la source, Esclador le Roux, elle tombe peu à peu amoureuse d'Yvain, qui a pourtant tué son mari. Elle finit par l'épouser, mais le chevalier désire reprendre sa vie aventureuse. Laudine lui accorde un an et lui confie un anneau pour lui rappeler sa promesse. Le chevalier Yvain oublie de revenir. Laudine refuse de le revoir un temps, puis elle accepte de lui pardonner.
Laudine peut paraître une femme effacée, illustrant le renversement psychologique et l'inconstance féminine, mais elle a du caractère et influence significativement Yvain, le héros du roman. Chrétien de Troyes emploie les procédés de l'humour et du dédoublement pour expliquer le revirement de son personnage au public de l'époque, féru d'histoires d'amour courtois. Il est possible que Laudine et sa servante Lunette aient été à l'origine un seul et même personnage, une femme-cygne issue d'une tradition bretonne autour de la fontaine de Barenton, ou une fée celtique liée au culte de Diane chasseresse et à l'astre lunaire, dédoublée pour les besoins du roman.

## Laudine dansYvain ou le Chevalier au lion
Laudine est, avec le chevalier Yvain l'un des deux protagonistes d'un roman de Chrétien de Troyes en 7 000 vers, Yvain ou le Chevalier au lion, écrit à la fin du XIIe siècle vers 1176. Cette œuvre est adaptée  en allemand avec Érec et Énide par Hartmann von Aue, à la même époque.
Le chevalier Calogrenant ayant eu une mésaventure avec Esclador le Roux, le « chevalier gardien de la fontaine » en forêt de Brocéliande, Yvain part à l'aventure pour venger son cousin. Il combat et touche mortellement Esclador, le poursuit à l'intérieur de son château et s'y retrouve bloqué. Il y rencontre Laudine, la veuve d'Esclador, et en tombe amoureux. Elle est décrite comme
« […] une des plus beles dames c'onques veist riens terriene »
— Chrétien de Troyes, Yvain ou le Chevalier au lion, v. 1146-1147
Laudine est très triste de la mort de son époux et désire se venger de son meurtrier. Yvain, qui l'observe mais ne peut l'approcher, reçoit l'aide de sa suivante Lunette. Elle convainc Laudine de laisser le meurtrier d'Esclador la servir comme chevalier, pour protéger sa fontaine. Laudine chasse d'abord sa suivante, révoltée par une telle idée. Elle se met en colère, hurle, se tire les cheveux, arrache ses vêtements, se mutile la poitrine et s'évanouit à chaque pas, sous le regard d'Yvain, caché par la magie d'un anneau que Lunette lui a donné. Dans sa chambre, au fil d'un dialogue avec Lunette, elle finit peu à peu par l'accepter. Yvain, toujours caché, la voit passer de la haine à l'amour. Elle reçoit Yvain et le promeut gardien de la fontaine. Lunette lui a en effet rappelé qu'elle a besoin d'un chevalier de grande renommée :
« Por la costume maintenir
 De vostre fontainne desfandre »
— Chrétien de Troyes, Yvain ou le Chevalier au lion, v. 1850-1851

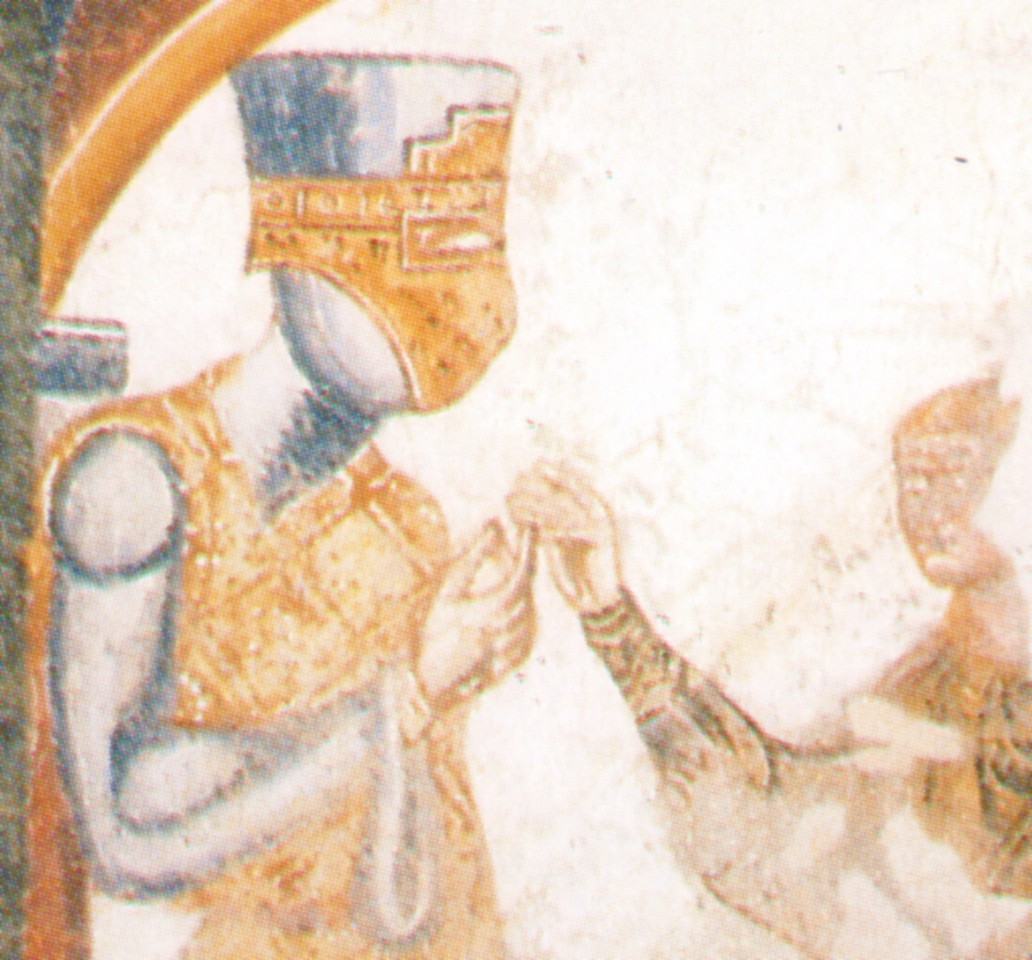
Laudine (à droite) remet un anneau à Yvain. Fresque anonyme du XIII, château de Rodenegg.

Sur les conseils des vassaux, Laudine et Yvain se marient. Arthur et ses chevaliers arrivent à la cour et persuadent Yvain de reprendre sa vie de chevalier errant, pour faire des tournois et conserver son honneur. Laudine accepte, à condition qu'Yvain soit de retour avant un an. Pour lui porter chance, elle lui confie un anneau. Cependant, Yvain oublie son épouse et ne rentre pas une fois l'année écoulée. Laudine charge une messagère de récupérer l'anneau et d'annoncer au chevalier qu'elle ne souhaite plus le voir.
Bien plus tard et après de nombreuses aventures, Yvain retrouve la suivante Lunette, accusée de trahison envers sa dame, et lui promet de l'aider. Il retourne au château de Laudine où personne ne le reconnaît, et entrevoit rapidement sa femme, dont on ignore si elle le reconnaît : Yvain se confesse, et elle l'écoute. Il va combattre contre les trois personnes qui accusent Lunette de trahison : le sénéchal et ses frères, et en sortir vainqueur. Laudine se réconcilie avec Lunette. Elle demande à Yvain son nom, mais il lui répond qu'il est le « chevalier au lion ». À la suite de ses hauts faits de chevalier et à sa mise au service des dames, « Laudine prie Lunette d'aller quérir le chevalier au lion, dont on fait grand cas ». Lunette le lui promet, à condition que Laudine promette en retour d'aider ce chevalier à regagner les faveurs de sa dame, ce qu'elle accepte. En recevant le salut de sa Dame, Yvain choit à ses pieds. Laudine lui pardonne, et l'assure de son amour.

## Origines

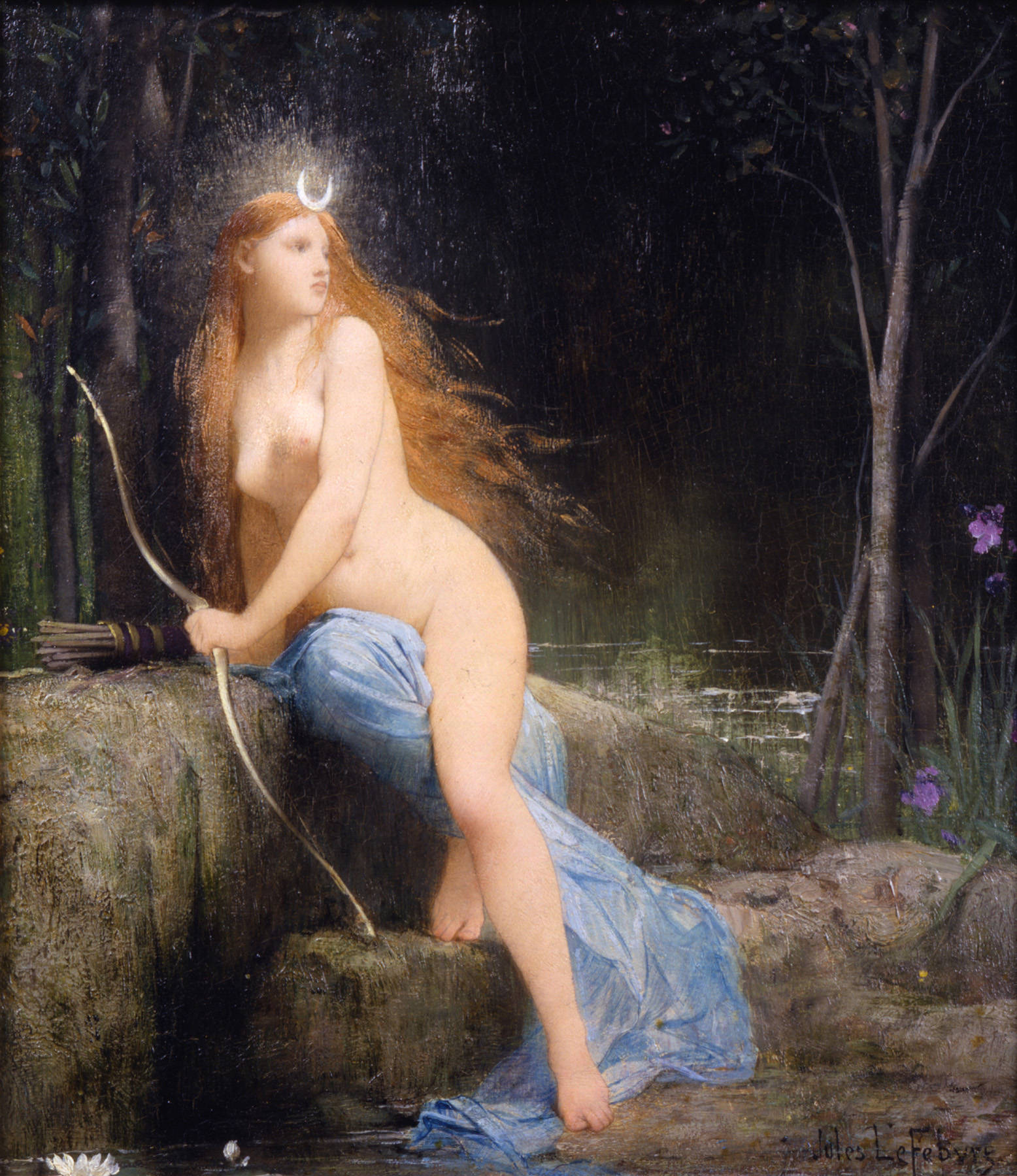
Diane chasseresse (ici, sur une peinture de Jules Joseph Lefebvre) pourrait avoir inspiré Laudine.

Philippe Walter accrédite une origine celtique du personnage, probablement influencé par le mythe universel de la femme-cygne : femmes d'une beauté surnaturelle, elles suscitent une « maladie d'amour » chez les hommes qui les rencontrent. Obtenir leur pardon ou les pousser à revenir est l'objet d'une quête très longue et ardue. Enfin, elles sont liées aux points d'eau, comme la fontaine de Barenton à laquelle le poème fait référence sans la nommer. Une légende primitive de femme-cygne semble avoir existé en Bretagne, dans la forêt de Paimpont-Brocéliande. La fontaine de Barenton en est peut-être à l'origine, mais cette tradition aurait été censurée par le clergé au point de ne subsister que par de vagues indices, comme la légende de la cane de Montfort-sur-Meu. D'autres motifs celtes pourraient entrer en compte, notamment en raison d'analogies avec la légende irlandaise de Cuchulainn, où les héros se rendent dans l'Autre Monde. À ce titre, le château de Laudine, dont il est impossible de ressortir, s'apparente aux Autres mondes celtes où règnent des déesses et femmes surnaturelles.
Bernard Rio suppose que le couple Laudine-Lunette/Yvain est inspiré du couple lunaire et solaire antique, issu de la déesse lunaire Diane et du dieu solaire Apollon. Lunette, qui joue l'entremetteuse pour Yvain et la messagère pour Laudine, rappelle la lune par son prénom. Également double de Laudine, c'est une dame chaste et une magicienne de l'ombre qui possède un talisman, anneau magique qui rend invisible et qu'elle remet à Yvain. D'autres éléments symboliques présents dans le récit (la fontaine, les oiseaux, le château qui se referme et dont il est impossible de sortir) laissent deviner un thème celtique lié au passage dans l'Autre Monde, royaume des fées. Lunette et Laudine auraient été à l'origine un même personnage de fée lunaire issu d'une « Diane celtique », dont les pouvoirs permettent d'attirer Yvain jusqu'à la fontaine et d'y déclencher des orages.
Un récit très proche daté du XIIIe siècle figure dans les Mabinogion, sous le titre d’Owein, ou le conte de la dame à la fontaine. Yvain y épouse la dame à la fontaine nommée Lunet. Tous deux proviennent probablement d'une source commune.

## Analyses
Chrétien de Troyes recourt à différents procédés avec Laudine, notamment l'humour et le dédoublement, au fil de son texte. L'adaptation allemande de Hartmann von Aue est fidèle dans l'ensemble à l'original, bien qu'il modifie le caractère de Laudine. Chez Chrétien de Troyes, le roi Arthur reconnaît la valeur chevaleresque de Laudine durant son mariage, étant au courant du fait qu'elle épouse le meurtrier de son époux. Une grande partie du texte insiste d'ailleurs sur ces mêmes valeurs, Laudine ne disant rien de l'amour qu'elle peut ressentir.

### Rôle et caractère
Laudine peut apparaître de prime abord comme un personnage « dramatiquement effacé » et peu représentatif des Dames de l'amour courtois. Dans l'œuvre, Gauvain considère les femmes comme des objets de désir et de plaisir sexuel. Il influence d'ailleurs Yvain en le poussant, après son mariage avec Laudine, à oublier celle-ci. Toutefois, Laudine a du caractère (elle pique de vives colères), de l'orgueil et ne connaît pas la demi-mesure, : dès qu'Yvain la déçoit, son amour se mue en haine. D'après Michel Huby, cela la rend particulièrement vivante, complexe et intéressante. Son tempérament très entier se prête bien au jeu dramatique. Si Joan Tasker Grimbert la juge hautaine, et affirme qu'elle croit mener le jeu mais se laisse manipuler (toutes ses décisions proviennent en réalité de sa suivante, Lunette, avec laquelle elle s'entend très bien ou de ses conseillers). Michel Huby pense au contraire qu'elle feint d'obéir à ses vassaux, et prend en réalité toutes les décisions elle-même. Ainsi, dans la scène où elle reçoit Yvain pour lui demander de devenir le gardien de la fontaine, elle exige qu'il se soumette à elle. D'après Jean Frappier, Chrétien de Troyes laisse le personnage agir à son gré.
Le caractère de Laudine semble avoir posé problème à Hartmann von Aue dans l'adaptation allemande, qui la présente comme moins inconstante et plus tendre, plus aimante.
Elle joue un rôle moral puisque son rejet conduit Yvain à la folie. Sa courte entrevue avec le chevalier, lorsqu'il retourne pour la première fois à son château après avoir trahi sa promesse, fait naître chez lui un espoir de pardon tout en modifiant ses actions : Yvain devient désintéressé, grâce à la conscience de ses actes que Laudine lui a donnée. En ce sens, elle met le héros sur « la voie du progrès spirituel » et de l'humilité, en lui rappelant qu'en matière d'amour, « rien n'est acquis et tout reste à reconquérir ». Toute l'évolution d'Yvain se produit grâce à elle, d'après Maurice Accarie. Pour Jean Markale, la brouille momentanée du couple est comparable à une période de divorce, qui ne se résout que lorsque le chevalier « satisfait aux obligations essentielles de l'amant courtois ». L'apparence d'Yvain est le miroir de son attitude vis-à-vis de sa femme : il perd jusqu'à l'apparence d'un être courtois, pour avoir manqué à sa parole.
Le thème de la transgression apparaît au moment où Yvain tombe amoureux de Laudine, sans savoir encore qu'elle est la veuve d'Esclador le Roux. Selon l'éthique courtoise, cela donne à Laudine le droit de bannir immédiatement Yvain.

### Humour
Les parties les plus gaies du roman se situent entre le moment où Yvain entre dans le château d'Esclador et celui où il célèbre son mariage avec Laudine. Chrétien de Troyes semble avoir pris beaucoup de plaisir à raconter la façon dont les résistances de Laudine disparaissent face à l'amour qu'elle éprouve pour Yvain, notamment en raison du paradoxe créé, du ton amusé du récit et du comportement des personnages d'Yvain, Laudine et Lunette. Il use de commentaires ironiques, par exemple quand Laudine refuse d'admettre que Lunette a raison. Il critique l'« inconstance féminine » et s'amuse de l'attitude peu raisonnable d'Yvain, tombé amoureux de la veuve dont il vient d'assassiner le mari. Il fait aussi preuve d'un peu d'antiféminisme, à travers son commentaire sur le comportement de Laudine, rappelant que « les femmes sont volages ». De plus, le remariage des veuves était très mal perçu au Moyen Âge.
Dans l'adaptation allemande, Hartmann von Aue nuance légèrement les propos de Chrétien de Troyes sur la versatilité des femmes et rend la situation moins légère.

### Dédoublement
D'après Philippe Ménard, le dédoublement opéré sur les personnages de Laudine et Lunette permet de faire accepter l'idée que Laudine, dont Yvain vient d'assassiner le mari, accepte de l'épouser et devienne sa femme. Chrétien de Troyes fait pour cela agir Lunette, suivante en qui Laudine a toute confiance. Alors que la dame pleure la perte de son époux, l'auteur emploie le syllogisme par la bouche de sa suivante : il faut défendre la fontaine, Esclador la gardait, il est mort, le meilleur candidat à cette tâche est donc son meurtrier. Lunette devient, en quelque sorte, la voix du subconscient de Laudine, qui connaît déjà en elle-même la décision à prendre. Une décision plus hâtive chez Laudine aurait choqué le public, habitué aux récits d'amour courtois. Chrétien opère ainsi un véritable renversement psychologique chez le personnage, ce qui en fait l'un des premiers auteurs à en décrire précisément un. Laudine ne tarde pas à ressentir un amour passionné pour Yvain.
Philippe Walter ne lie pas ce revirement de Laudine à l'influence de la littérature courtoise ni à la maîtrise de la psychologie des personnages par Chrétien de Troyes, mais bien au motif de l'origine féerique, sa nature de femme-cygne liant éternellement Laudine au gardien de la fontaine de Barenton. Ne pouvant se permettre de la garder sans protection après la mort d'Esclador, elle doit faire appel à Yvain. Cependant, un chevalier comme Yvain ne peut passer sa vie à défendre une fontaine. Chrétien de Troyes fait donc apparaître Gauvain comme double d'Yvain pour résoudre le problème et persuader Laudine de laisser son mari reprendre sa vie aventureuse. La Dame de Noroison, qui vient en aide à Yvain alors qu'il a sombré dans la folie après avoir appris que Laudine ne l'aime plus, est peut-être également un double : elle remet un onguent guérisseur à sa dame pour Yvain, mais il est perdu. Seul le retour de l'amour de Laudine peut le guérir.